# Allain Renoux
Pour les articles homonymes, voir Renoux.
Allain Renoux, né le 12 mai 1944 à Saint-Étienne, est un peintre, aquarelliste et lithographe français.

## Biographie
Né le 12 mai 1944, à Saint-Étienne, Allain Renoux étudie le dessin et la composition à l'École des Beaux-Arts de Saint-Étienne avant de travailler à temps plein comme peintre. Il vit à Villefranche-sur-Saône. Son travail de dessinateur est puissant et économique, avec des couleurs chaudes, comme le beige et le rose, compensées par des tons gris et ocre. Il illustre avec des aquarelles Album Beaujolais-Mâconnais.